# Stopplaats Schardam
Stopplaats Schardam of Oudendijk is een voormalige stopplaats aan de spoorlijn Zaandam - Enkhuizen. De stopplaats van Schardam was geopend van 20 mei 1884 tot 22 mei 1936. Kort nadat het station gesloten is, is het ook gesloopt.